# Un ragazzo come tanti
Un ragazzo come tanti è un film del 1983 diretto da Gianni Minello.

## Trama
Pino è un ragazzo di provincia ed arriva nella grande città, ma sin da subito si imbatte con l'elemento sbagliato. Pino, per mantenersi si prostituisce, generando reati minori e spaccio di droga, incontrando poi un artista gay che lo cambierà.